# Vladislav Surkov
Vladislav Jur'evič Surkov (in russo Владислав Юрьевич Сурков?; Solncevo, 21 settembre 1964) è un imprenditore e politico russo, dal settembre 2013 consigliere personale di Vladimir Putin per i rapporti con Abcasia, Ossezia del Sud e Ucraina fino a quando è stato rimosso per ordine presidenziale nel febbraio 2020 Ha il grado civile di Consigliere di Stato effettivo della Federazione Russa di 1ª classe.
Surkov è percepito da molti come una figura chiave con molto potere e influenza nell'amministrazione di Vladimir Putin. Secondo il quotidiano The Moscow Times, questa percezione non dipende dal titolo ufficiale che Surkov potrebbe detenere in qualsiasi momento sotto Putin. Il documentarista della BBC Adam Curtis, attribuisce alla miscela di teatro e politica di Surkov il fatto di mantenere Putin e i successori scelti da Putin al potere dal 2000. 
Giornalisti in Russia e all'estero hanno ipotizzato che Surkov scriva sotto lo pseudonimo di Natan Dubovickij, anche se il Cremlino lo nega.

## Biografia
Secondo la biografia ufficiale e il certificato di nascita, Surkov è nato il 21 settembre 1964 a Solntsevo, nell'Oblast di Lipeck, nella RSFS Russa. Da altri documenti, risulta nato nel 1962 a Shali, RSSA Ceceno-Inguscia. Il suo nome di nascita è talvolta riportato come Aslambek Dudaev. I suoi genitori, di etnia russa la madre, Zinaida Antonovna Surkova (nata nel 1935), e di etnia cecena il padre, Jurij ("Andarbek") Danil'bekovič Dudaev (1942-2014), erano insegnanti di scuola a Duba-jurt, Assr ceceno-inguscia.
Dopo la separazione dei suoi genitori, sua madre si trasferì a Lipeck e fu battezzato nel cristianesimo ortodosso orientale. In un'intervista pubblicata nel giugno 2005 sulla rivista tedesca "Der Spiegel", Surkov dichiarò che suo padre trascorse i primi cinque anni della sua vita in Cecenia, a Duba-jurta e Groznyj. Surkov ha affermato di essere parente di Džochar Dudaev, il primo presidente della Repubblica cecena di Ichkeria.
Dal 1982 al 1983, Surkov ha frequentato l'Università di Scienze e Tecnologie (MISiS) di Mosca, ma non si è laureato. Dal 1983 al 1985, Surkov prestò servizio in un reggimento di artiglieria sovietica in Ungheria, secondo la sua biografia ufficiale. Tuttavia, l'ex ministro della difesa Sergej Ivanov ha dichiarato in un'intervista televisiva del 2006 che Surkov ha prestato servizio nella direzione principale dell'intelligence dello stato maggiore (GRU) durante lo stesso periodo di tempo.
Dopo il suo addestramento militare, Surkov fu accettato all'Istituto di Cultura di Mosca per un programma quinquennale in regia teatrale, ma vi trascorse solo tre anni. Surkov si è laureato presso l'Università Internazionale di Mosca in economia alla fine del 1990.

### Attività imprenditoriale (1988-1998)
Alla fine degli anni 1980, quando il governo ha revocato il divieto contro le imprese private, Surkov ha iniziato a fare affari. Nel 1987, è diventato capo del dipartimento pubblicitario delle attività di Michail Chodorkovskij. Dal 1991 all'aprile 1996, ha ricoperto posizioni manageriali chiave nei dipartimenti pubblicitari e pr della Banca Menatep di Chodorkovskij. Dal marzo 1996 al febbraio 1997 è stato alla Rosprom e dal febbraio 1997 all'Alfa-Bank di Michail Fridman. Alla Alfa-Bank, lavorò a stretto contatto con Oleg Markovič Govorun (russo: Олег Маркович Говорун; nato il 15 gennaio 1969 Bratsk, URSS) che portava denaro in nero direttamente a Putin.
Nel settembre 2004, Surkov è stato eletto presidente del consiglio di amministrazione della società di trasporto di prodotti petroliferi Transnefteproduct, ma è stato incaricato dal primo ministro russo Michail Fradkov di rinunciare alla posizione nel febbraio 2006.

### Attività politica (1999–)

#### Vice Capo dell'Amministrazione Presidenziale Russa (1999-2011)
Dopo una breve carriera come direttore delle pubbliche relazioni sul canale televisivo russo ORT dal 1998 al 1999, Surkov è stato nominato vice capo di stato maggiore del presidente della Federazione Russa nel 1999. 
Durante l'inizio del suo periodo in questo ruolo, le principali apparizioni di Surkov in pubblico e nei media internazionali erano come portavoce delle pubbliche relazioni del Cremlino. Nell'agosto 2000, ha confermato che Gazprom avrebbe acquistato Media-Most di Vladimir Gusinskij, che all'epoca possedeva l'unico canale televisivo russo indipendente a livello nazionale, NTV. Nel settembre 2002, dichiarò a nome del Cremlino che avevano deciso di non restituire la statua del fondatore del KGB, Feliks Dzeržinskij, che era stata abbattuta durante la caduta dell'Unione Sovietica nel 1991. Dopo le elezioni della Duma russa del 2003, quando il partito Russia Unita del presidente ottenne il maggior numero di seggi con il 37,6%, Surkov diede la risposta entusiasta del Cremlino, dicendo "Ora viviamo in una nuova Russia". 
Nel marzo 2004, è stato inoltre nominato aiutante del presidente. 
Dal 2006, Surkov ha sostenuto una dottrina politica che ha chiamato "democrazia sovrana", per contrastare la promozione della democrazia condotta dagli Stati Uniti e dagli Stati europei. 

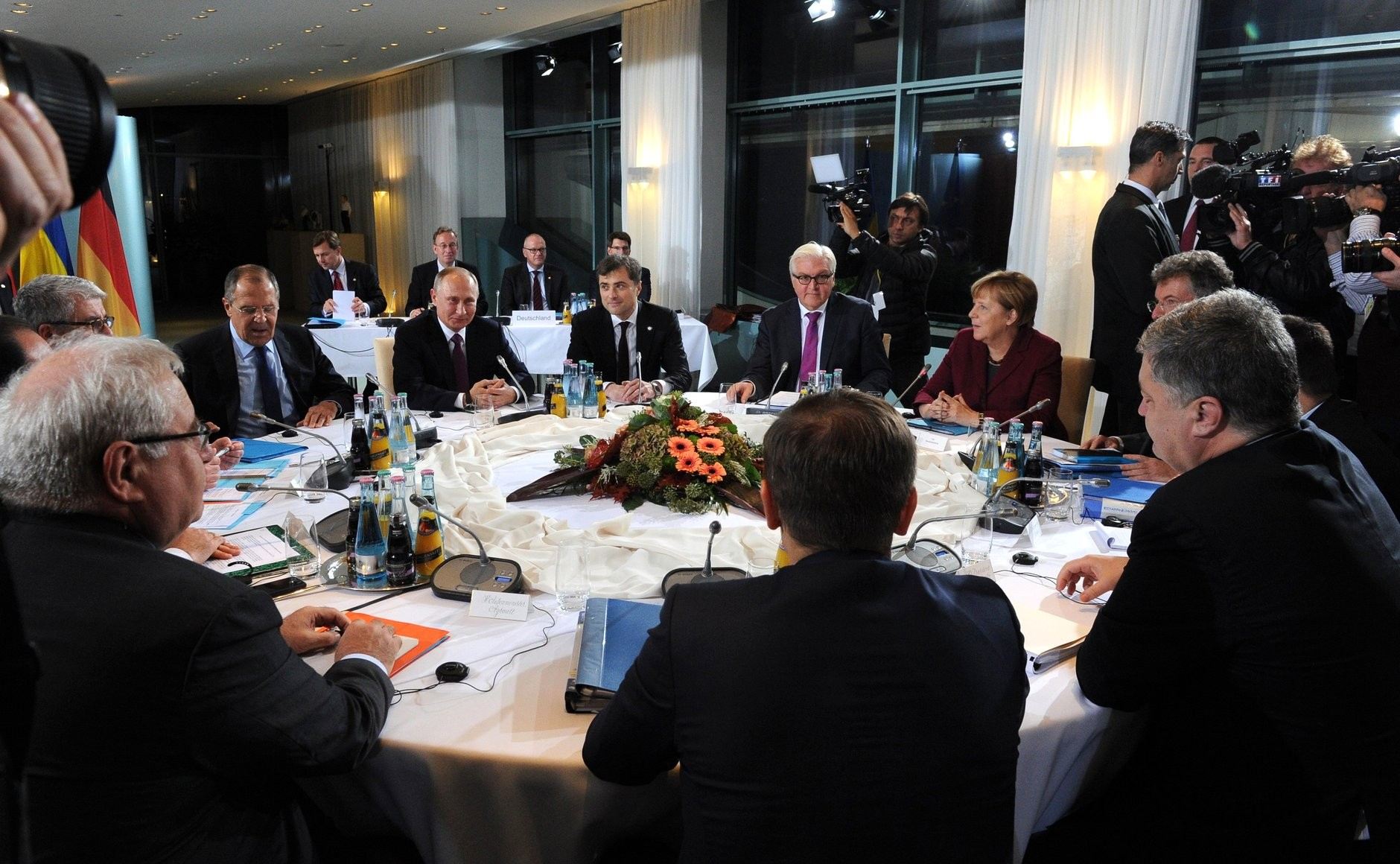
L'incontro del "Formato Normandia" nel 2016 con Surkov seduto tra Vladimir Putin e Frank-Walter Steinmeier

Giudicato da alcuni media occidentali come controverso, questo punto di vista non è stato generalmente condiviso dai media russi e dall'élite politica russa. Surkov vede questo concetto come una versione nazionale del linguaggio politico comune che verrà utilizzato quando la Russia parlerà con il mondo esterno. Come ideologo più influente della "democrazia sovrana", Surkov ha tenuto due discorsi programmatici nel 2006: "La sovranità è un sinonimo politico di competitività" a febbraio e "Il nostro modello russo di democrazia è intitolato democrazia sovrana" nel giugno 2006. 
L'8 febbraio 2007, l'Università statale di Mosca ha celebrato il 125º anniversario della nascita del presidente degli Stati Uniti Franklin D. Roosevelt con una conferenza di alto livello "Lezioni del New Deal per la Russia moderna e il mondo" a cui hanno partecipato, tra gli altri, Surkov e Gleb Pavlovskij. Surkov ha tracciato un parallelo esplicito tra Roosevelt e il presidente russo Putin, elogiando l'eredità del New Deal di Roosevelt e tra gli Stati Uniti del 1930 e la Russia di oggi. Pavlovskij ha invitato Putin a seguire Roosevelt nel rimanere per un terzo mandato presidenziale. 
Secondo il Moscow Times, Surkov ha esercitato la sua influenza per far nominare Ramzan Kadyrov capo facente funzione della Repubblica cecena il 15 febbraio 2007. Kadyrov ha occupato questo ruolo per due mandati, periodo in cui è stato accusato di numerose violazioni dei diritti umani. 
Nell'ottobre 2009, Surkov ha avvertito che l'apertura e la modernizzazione del sistema politico russo, una necessità ripetutamente sottolineata dal presidente Dmitry Medvedev, avrebbe comportato una maggiore instabilità, che "potrebbe fare a pezzi la Russia". 
Nel settembre 2011, Michail Prochorov ha lasciato il partito Causa Giusta, che aveva guidato per cinque mesi. Ha condannato il partito come un burattino del Cremlino e ha nominato Surkov il "principale burattinaio del processo politico" (russo: главным кукловодом политического процесса), secondo un rapporto della rivista in lingua russa Korrespondent ripreso dal New York Times. Prochorov aveva sperato che Surkov sarebbe stato licenziato dal Cremlino, ma il Cremlino, che era dietro le spalle di Surkov, disse che non sarebbe invece scomparso dalla scena politica. A quel tempo, la Reuters descrisse Surkov in un profilo come "l'oscuro capo stratega politico" del Cremlino, uno degli uomini più potenti del Cremlino e considerato uno stretto alleato dell'allora primo ministro Putin.

#### Consigliere personale di Putin (2013-2020)

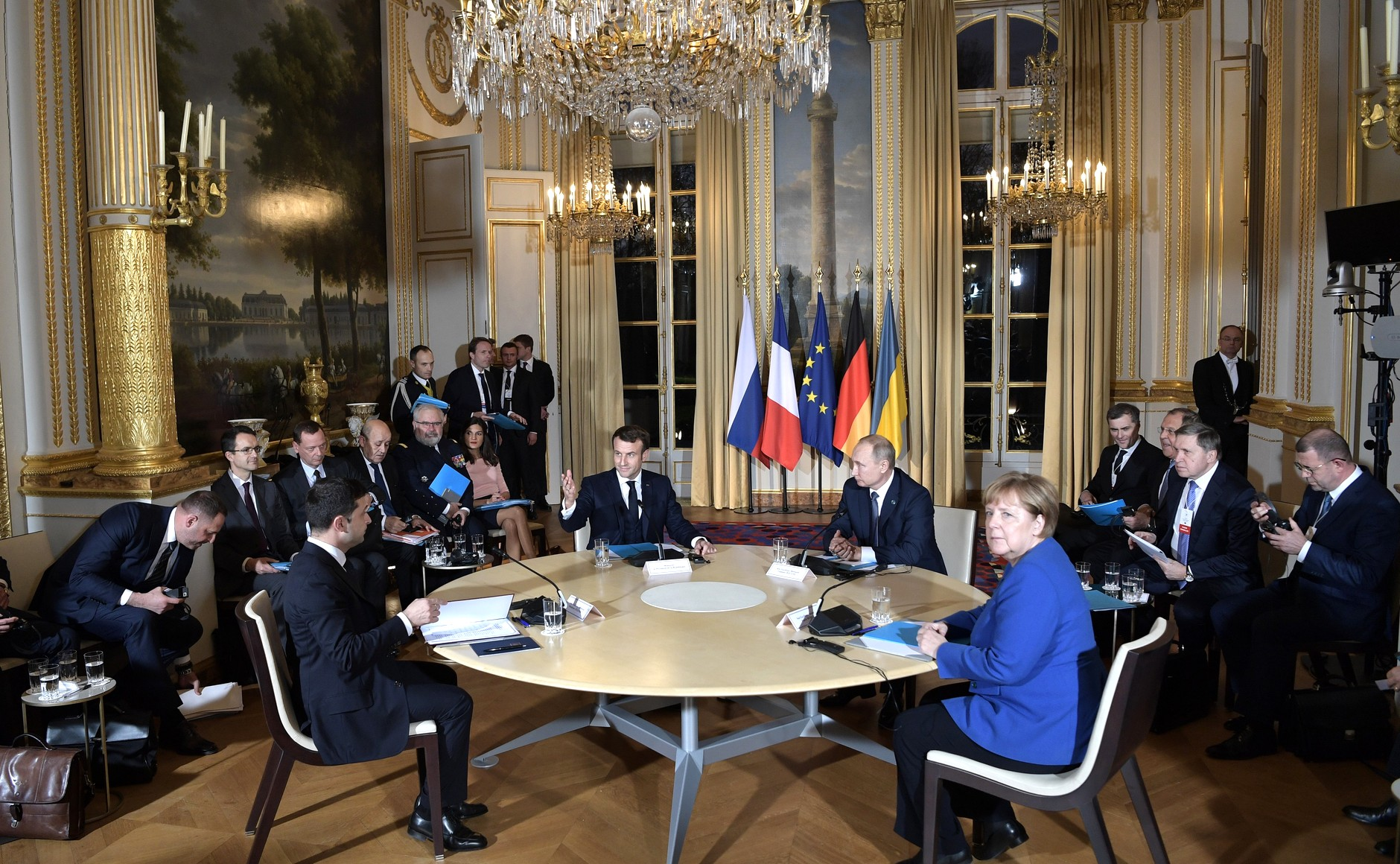
Il vertice del "Formato Normandia" nel 2019 con Surkov seduto vicino a Sergej Lavrov

Durante i primi due mandati di Putin come presidente, Surkov è stato considerato l'"eminenza grigia" del Cremlino, a causa della creazione del sistema russo di "democrazia sovrana" e della direzione della sua propaganda principalmente attraverso il controllo della televisione di stato. Il 20 settembre 2013, Vladimir Putin ha nominato Surkov suo aiutante nell'ufficio esecutivo presidenziale. Divenne anche consigliere personale di Putin sulle relazioni con l'Abkhazia, l'Ossezia del Sud e l'Ucraina. 
Il 17 marzo 2014, il giorno dopo il referendum sullo status della Crimea, Surkov è diventato una delle prime undici persone che sono state poste sotto sanzioni esecutive nella Specially Designated Nationals List (SDN) dal presidente Barack Obama, congelando i suoi beni negli Stati Uniti e vietandogli di entrare negli Usa. Surkov rispose dicendo: "Le uniche cose che mi interessano negli Stati Uniti sono Tupac Shakur, Allen Ginsberg e Jackson Pollock. Non ho bisogno di un visto per accedere al loro lavoro". 
Il 21 marzo 2014 l'Unione europea (UE) ha inserito Surkov nella sua lista di sanzioni che gli vietano di entrare nell'UE e ha congelato i suoi beni nell'UE. Nel febbraio 2015, le autorità ucraine hanno accusato Surkov di aver organizzato cecchini per uccidere manifestanti e polizia durante l'Euromaidan ucraino nel gennaio 2014. Questa accusa è stata respinta dal governo russo come "assurda". Nonostante gli sia stato impedito di entrare nell'UE, Surkov ha visitato il Monte Athos in Grecia come membro della delegazione di Putin al luogo sacro nel maggio 2016. 
L'11 febbraio 2019, Surkov ha pubblicato su Nezavisimaja Gazeta l'articolo "The Long State of Putin", che descrive i punti principali del termine "putinismo" da lui proposto. L'articolo ha suscitato scalpore nei media. Nel febbraio 2020, Surkov è stato rimosso dal suo ruolo di consulente. Il 26 febbraio 2020, ha rilasciato un'intervista ad Aktualnyie kommentarii in cui ha dichiarato di essersi effettivamente dimesso dall'incarico di propria iniziativa e le ragioni sono state correttamente divulgate dai giornalisti russi Vladimir Solov'ëv e Aleksej Venediktov. Surkov ha aggiunto di essere principalmente coinvolto con il Donbass e l'Ucraina, ma poiché il "contesto" è cambiato ha deciso di andarsene. Ha affermato che "non c'è l'Ucraina", aggiungendo che "la coercizione alle relazioni fraterne con la forza è l'unico metodo che ha storicamente dimostrato la sua efficacia nella direzione ucraina. Non credo che ne verrà inventato un altro".

## Vita privata
Surkov si è sposato due volte. Il suo primo matrimonio, con Julija Petrovna Višnevskaja (in russo: Юлия Петровна Вишневская, nata Lukojanova, Лукоянова) nel 1987, si concluse con il divorzio nel 1996. Nel suo secondo matrimonio, Surkov sposò Natalija Dubovickaja (in russo: Наталия Дубовицкая), sua segretaria quando era dirigente della banca Menatep, con rito civile nel 2004.
Surkov ha quattro figli: Artëm (russo: Артём; nato nel 1987), il figlio biologico di Julija che ha adottato durante il suo primo matrimonio; Roman (russo: Роман; nato nel 2001), Marija (russo: Мария; nata nel 2003), e Timur (russo: Тимур; nato nel 2010), figli biologici di sé stesso e Natalija.
Surkov ha composto canzoni e scritto testi per il musicista rock russo Vadim Samojlov, ex membro della band Agata Kristi (russo: Агата Кристи). Parla inglese ed è appassionato di poeti della Beat Generation come Allen Ginsberg.